# Пандесал

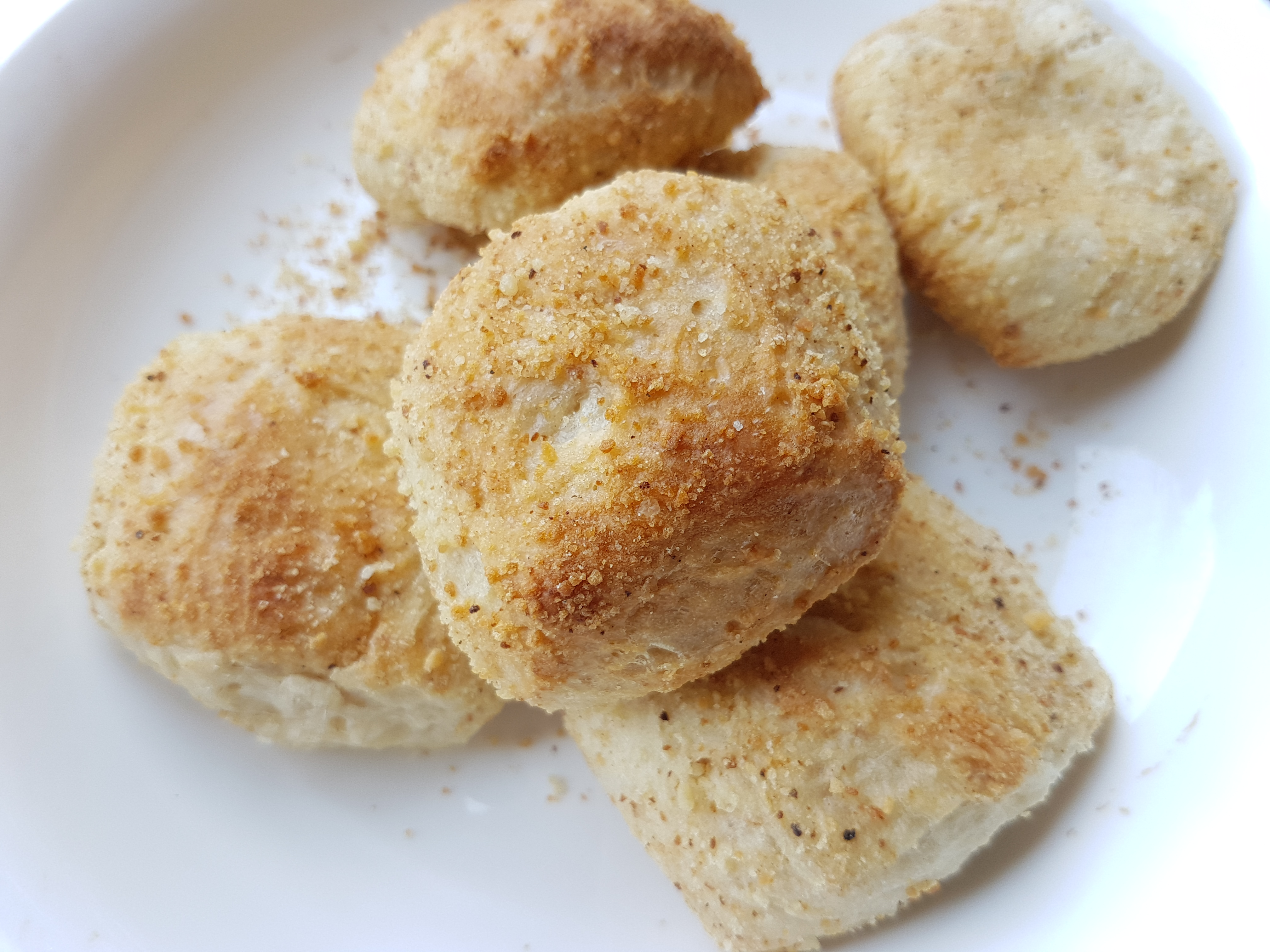
Пандесал

Пандесал — хлебный рулет на Филиппинах, который обычно едят на завтрак. Он готовится из муки, дрожжей, сахара, масла и соли.

## Описание
Пандесал — популярный на Филиппинах дрожжевой хлеб. Отдельные буханки формируются путём раскатывания теста в длинные брикеты (bastón, что в переводе с испанского означает «палочка»), которые обваливаются в мелких хлебных крошках. Затем их делят на порции, дают подняться и выпекают.
Чаще всего его подают горячим, и его можно есть в исходном состоянии или макать в кофе, горячий шоколад и молоко. Пандесал также можно дополнить маслом, маргарином, сыром, джемом, арахисовым маслом, шоколадной пастой или другими начинками, например, яйцами, сардинами и мясом.
По вкусу и текстуре пандесал похож на пуэрто-риканский pan de agua и мексиканский bolillos. Несмотря на своё название, пандесал на вкус скорее сладкий, чем солёный. Большинство пекарен выпекают пандесал утром на завтрак, хотя некоторые пекут пандесал в течение всего дня.

## Варианты
Некоторые пандесалы в супермаркетах и пекарнях менее хрустящие и более светлые по цвету. В них также, как правило, больше сахара, чем в традиционном пандесале, в котором всего 1,75% сахара.
На острове Сиаргао, известном как место для сёрфинга, овальная версия известна как «пан-де-сёрф», так как напоминает доску для серфинга. Её выпекают в самодельных печах, топливом для которых служит кокосовая шелуха, и обычно продают вместе с пан-де-коко.
Высушенные и измельчённые листья моринги масличной иногда добавляют в муку для повышения питательной ценности; это называется «малунггай пандесал» (malunggay pandesal) или «хлеб из малунггая» (malunggay bread).
Популярным новым вариантом пандесала является пандесал с сыром убэ (ube), чья начинка состоит из фиолетового батата и сыра. Он имеет характерный фиолетовый цвет, как и все блюда на основе убэ. Другие современные варианты включают шоколад, маття, клубнику и чернику.
Мягкий желтоватый филиппинский хлеб, похожий на пандесал, но с добавлением яиц, молока и сливочного масла или маргарина, известен как хлеб сеньорита (Señorita bread), испанский хлеб или пан де кастила (pan de kastila). В отличие от пандесала, он обычно имеет сладкую начинку и не имеет отношения к испанскому пан де орно (pan de horno).

## История
Предшественником пандесала являлся pan de suelo, местная испано-филиппинская версия французского багета, выпекаемая прямо на полу дровяной печи, которая называется pugón. Его готовили из пшеничной муки, и он был более твёрдым и хрустящим, чем пандесал. Поскольку на Филиппинах не выращивают пшеницу, пекари в конечном итоге перешли на более доступную, но менее качественную муку, в результате чего пандесал стал более мягким и пышным.
Пандесал процветал в американскую колониальную эпоху в начале 1900-х годов, когда стала доступна более дешёвая американская пшеница. С тех пор он стал основным хлебом для завтрака на Филиппинах.
Выпечка пандесала в пугоне сократилась из-за общенационального запрета на вырубку мангровых деревьев для получения топлива, и пекари перешли на использование газовых печей.

## Галерея

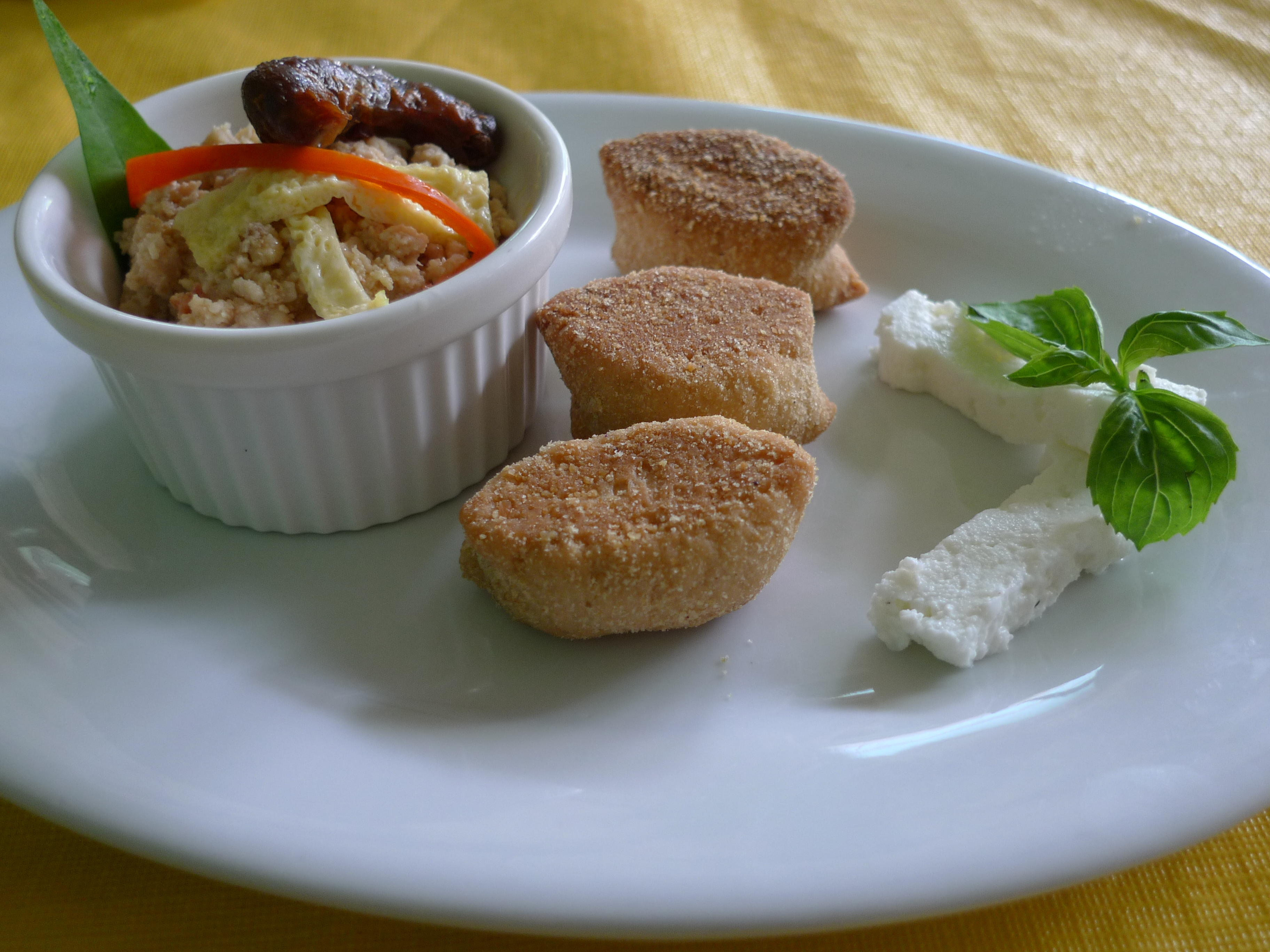
Традиционный полноценный филиппинский завтрак с кесонг пути, пандесал, синангаг (чесночный рис) и колбасой лонгганиса
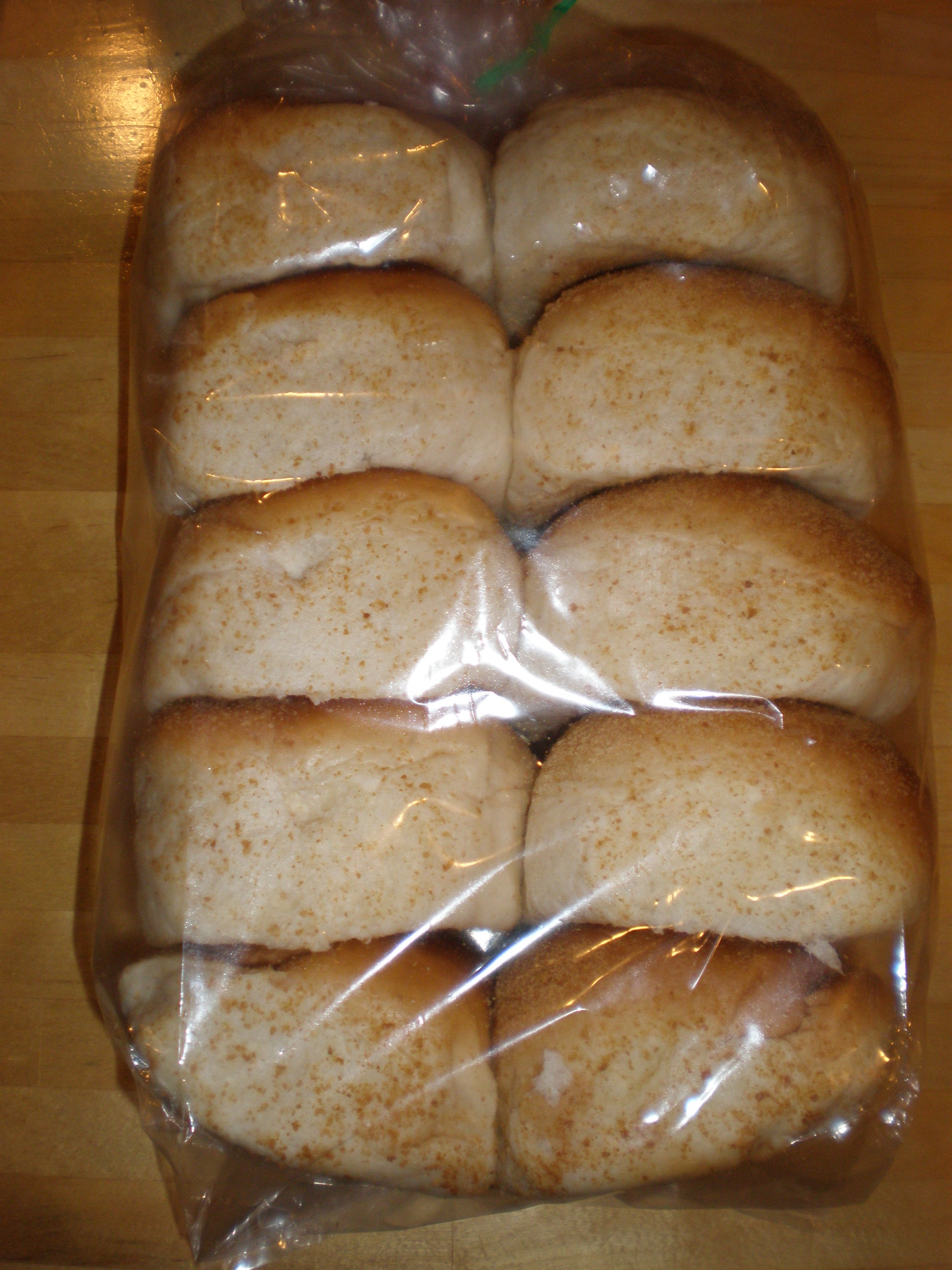
Пандесал в пластиковой упаковке для бакалейных лавок
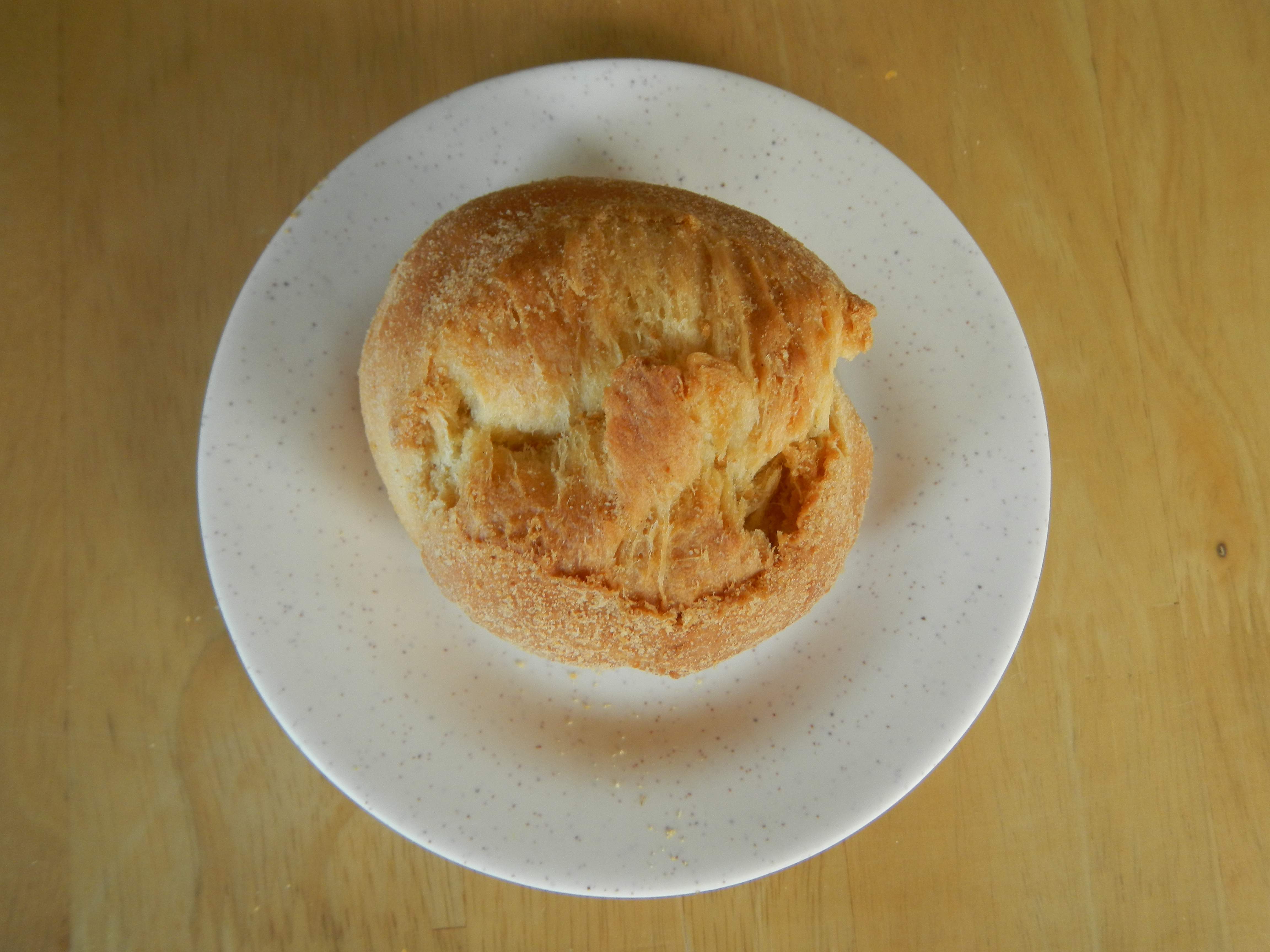
«Путок» — разновидность пандесала, приготовленного из теста монай
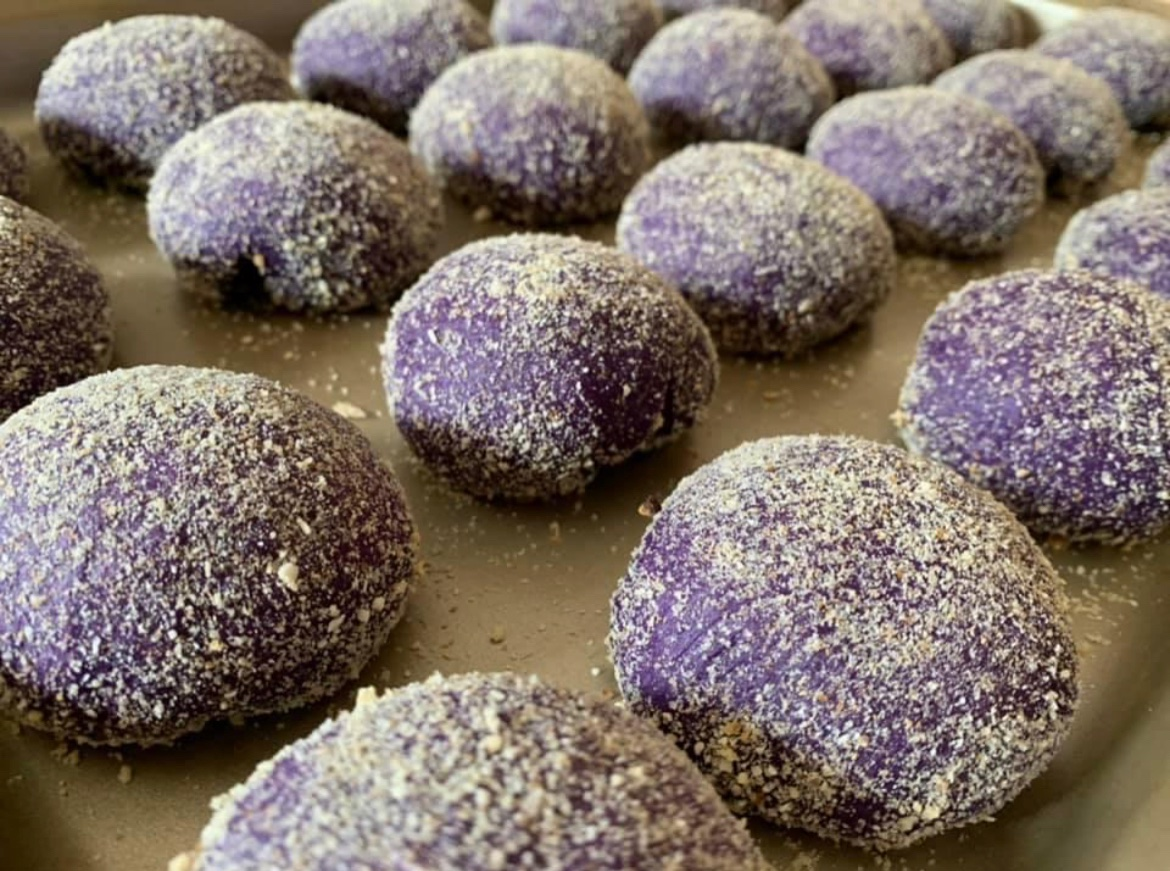
Ube Pandesal
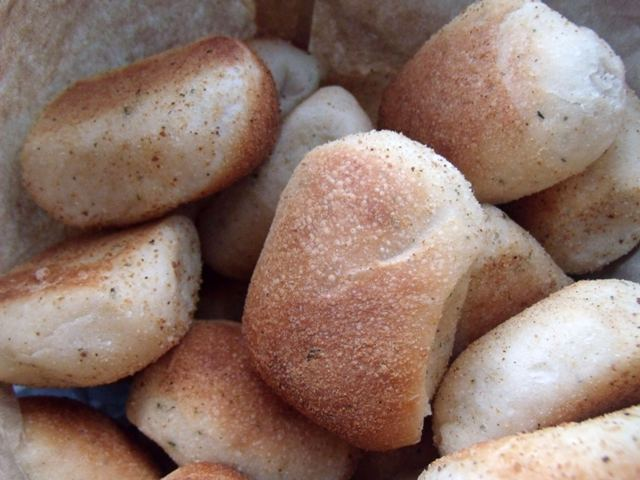
Пандесал с малунггеем
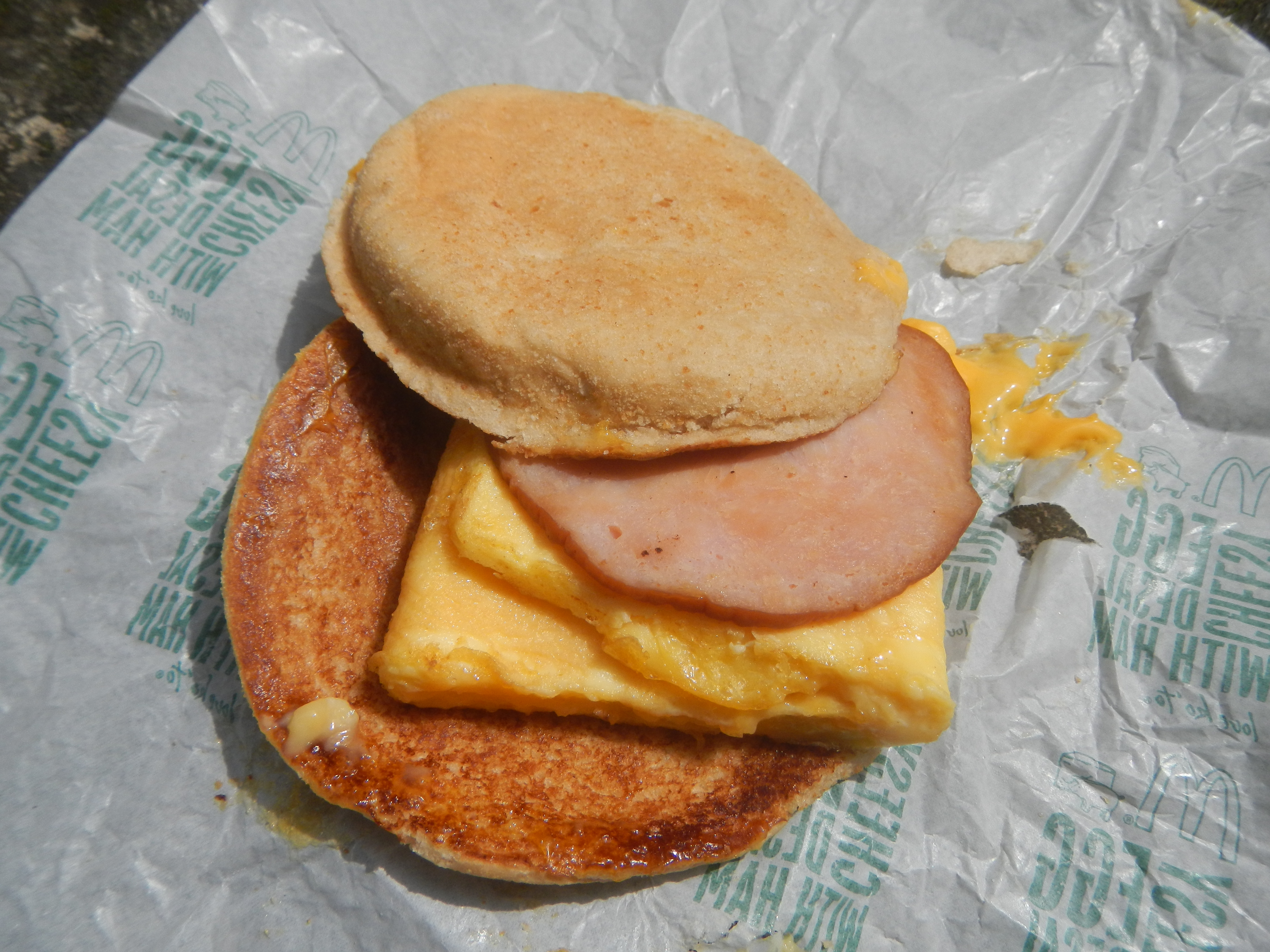
Пандесал — сэндвич на завтрак от McDonald's на Филиппинах